# Сантос, Вандерлей
 Вандерлей Сантос Монтейро Хуниор (порт. Wanderley Santos Monteiro Júnior; род. 11 октября 1988, Кампинас, Сан-Паулу), — бразильский футболист.

## Карьера
Уэлдон родился в городе Кампинас. Вандерлей является воспитанником клуба «Понте-Прета», и в 2006 году стал игроком основного состава. По прошествии двух лет перешел в Крузейро, но закрепиться в команде не удалось. Побывав в аренде в нескольких клубах, в 2011 году переешел во Фламенго, где сыграл 6 матчей и не забил ни одного гола, и вскоре отправился за рубеж, в Катар. Там, Сантос играл на протяжении двух лет в клубе «Ан-Наср» (Эр-Рияд), а затем перешел в эмиратскую «Шарджу».